# 姜在渉
姜 在渉（カン・ジェソプ、韓国語: 강재섭、1948年3月28日 - ）は、韓国の政治家。検察官を務めた後に政界入りし、国会議員を5期（第13代〜17代）、2006年7月11日から2008年7月3日まで当時野党であったハンナラ党の代表を務めた。2008年に李明博政権が発足した直後に行われた第18代総選挙における候補者公認を巡る党分裂騒動の責任を取るため総選挙不出馬を宣言し野に下った。
2011年4月27日に行われた城南市盆唐区乙選挙区補欠選挙に立候補したが、民主党代表の孫鶴圭に敗れた。

## 略歴
1948年3月28日慶尚北道義城郡生まれ。本貫は晋州姜氏。
学歴
1967年：慶北高等学校卒業
1974年：ソウル大学校法科大学卒業
2005年：金鳥工科大学校名誉工学博士
2009年：全北大学校名誉獣医学博士
職歴
1970年：司法試験合格
1973年3月～1975年10月：陸軍法務官
1975年11月～1983年8月：光州・釜山・大邱、ソウル地方検察庁検事
1980年～1985年：大統領秘書室法務秘書官
1983年～1987年：法務部検察局高等検察官
1987年3月～1988年4月：ソウル高等検察庁検事
議員
1988年～1992年：第13代国会議員（全国区、民主正義党→民主自由党）
1992年5月～1996年5月：第14代国会議員（大邱直轄市西区、民主自由党→新韓国党）
1996年4月～2000年5月：第15代国会議員（大邱広域市西区、新韓国党→ハンナラ党）
2000年5月～2004年5月：第16代国会議員（大邱広域市西区、ハンナラ党）
2004年5月～2008年5月：第17代国会議員（大邱広域市西区、ハンナラ党）
党職・議員活動
1988年：民正党青年自願奉仕団総団長
1990年2月～1992年5月：民自党政策委員会副委員長
1993年3月～12月：党スポークスマン
1993年12月～1994年：党総裁秘書室長
1996年7月～1997年8月：法司委員長
1997年8月～9月：新韓国党院内総務
1997年9月～10月：党大統領候補特別補佐
1998年4月～2000年5月：ハンナラ党大邱市支部委員長
1998年8月～2008年5月：国会科学技術情報通信委員会委員
2000年5月～2002年12月：党副総裁
2000年12月～2002年2月：国会政治改革特別委員会委員長
2002年5月～2003年：党最高委員
2002年6月～2003年5月：大邱市支部副委員長
2003年：ハンナラ党最高委員
2005年：韓・EU議員外交協議会会長
2005年3月～12月：ハンナラ党院内代表
2006年7月～2008年7月：ハンナラ党代表最高委員
2007年：ハンナラ党大統領選対委員長
退任後はセヌリ党・自由韓国党常任顧問。
姜在渉プロフィールを参照して作成。なお、出馬した選挙区については東亜日報編『한국의 窓 2008』（東亜日報）の現役人名録に掲載されている「역대 국회의원 선거・당적黨籍 변동」（歴代国会議員　選挙・党籍　変動）を参照した。

## 選挙歴
| 当落 | 選挙               | 執行日        | 年齢 | 選挙区               | 政党       | 得票数    | 得票率 | 定数 | 得票順位 /候補者数 | 政党内比例順位 /政党当選者数 |
| ---- | ------------------ | ------------- | ---- | -------------------- | ---------- | --------- | ------ | ---- | ------------------ | ---------------------------- |
| 当   | 第13代総選挙       | 1988年4月26日 | 40   | 全国区               | 民主正義党 | ーー票    | ーー   | 75   | /                  | 32/38                        |
| 当   | 第14代総選挙       | 1992年3月24日 | 43   | 西区乙選挙区         | 民主自由党 | 4万4117票 | 55.78% | 1    | 1/4                | /                            |
| 当   | 第15代総選挙       | 1996年4月11日 | 48   | 西区乙選挙区         | 新韓国党   | 2万950票  | 32.56% | 1    | 1/7                | /                            |
| 当   | 第16代総選挙       | 2000年4月13日 | 52   | 西区選挙区           | ハンナラ党 | 6万5810票 | 62.03% | 1    | 1/6                | /                            |
| 当   | 第17代総選挙       | 2004年4月15日 | 56   | 西区選挙区           | ハンナラ党 | 6万2392票 | 56.11% | 1    | 1/6                | /                            |
| 落   | 国会議員再補欠選挙 | 2011年4月27日 | 63   | 城南市盆唐区乙選挙区 | ハンナラ党 | 3万9382票 | 48.31% | 1    | 2/3                | /                            |

## エピソード
16年間も大邱広域市西区からの国会議員として活動してきたが、西区の発展にあまり寄与しなかったと感じた市民もいる。2011年に城南市盆唐区に「15年間の盆唐人」と主張し落下傘候補として選挙に出た際、一部の大邱市民は不満な気持ちを込めて城南市まで行って落選運動を行った。
2022年に韓国史能力検定1級に満点100点中92点で合格した。